# كولن ويلسون (لاعب كرة قدم أسترالية)
كولن ويلسون (بالإنجليزية: Colin Wilson)‏ هو لاعب كرة قدم أسترالية أسترالي، ولد في 23 يوليو 1933.

## وصلات خارجية
- كولن ويلسون على موقع AustralianFootball.com (الإنجليزية)
- كولن ويلسون على موقع AFLtables.com (الإنجليزية)